# Fieberiella bohemica
Fieberiella bohemica är en insektsart som beskrevs av Dlabola 1965. Fieberiella bohemica ingår i släktet Fieberiella och familjen dvärgstritar. Inga underarter finns listade i Catalogue of Life.